# أحناش طويلة
أحناش طويلة، (الاسم العلمي: Dolichophis) هي جنس من أجناس الثعابين تتبع فصيلة الأحناش.

## الإنشار الجغرافي
تتنشر ثعابين هذا الجنس في جنوب شرق أوروبا و الشرق الأوسط.

## الأنواع
أربعة أنواع من الثعابين تم توثيقها ضمن هذا الجنس هي:
- حنش قزويني طويل (يوهان فريدريش غملين, 1789)
- حنش طويل قبرصي (Schätti, 1985)
- حنش أسود طويل (كارولوس لينيوس, 1758)
- حنش طويل أحمر البطن (ألكسندر نيكولسكي, 1909)